# 地域航空サービスアライアンス
地域航空サービスアライアンス有限責任事業組合（ちいきこうくうサービスアライアンスゆうげんせきにんじぎょうくみあい、英: Essential Air Service Alliance LLP, EAS LLP）は、九州地域における企業系列を超えた航空会社間の協業の促進を目的とした有限責任事業組合である。主に九州・沖縄地方の離島へのリージョナル路線を運航している天草エアライン、オリエンタルエアブリッジ、日本エアコミューターの3社、大手航空会社である全日本空輸、日本航空の2社によって設立された。
2023年10月25日、地域航空サービスアライアンス協議会 (英: Essential Air Service Alliance, EAS Alliance) へと移行された。

## 設立
国土交通省航空局において、日本の人口減少に伴う利用者の減少が見込まれるなか、地域航空の路線を持続可能なものとする課題があった。
2016年（平成28年）6月に「持続可能な地域航空のあり方に関する研究会」が設置され、2018年（平成30年）3月に「最終とりまとめ」が策定された。同年4月に「地域航空の担い手のあり方に係る実務者協議」が設置され、
同年12月に「検討結果報告書」が策定された。この報告書において、九州地域における系列を超えた航空会社間の協業をより一層促進するため、2019年（平成31年）度中に大手航空2社（ANA・JAL）及び地域航空3社（天草エアライン・オリエンタルエアブリッジ・日本エアコミューター）を構成員とする有限責任事業組合を設立することを目指し、経営改善効果の試算や運営ルールづくりを開始することに合意したことが明らかとなった。
2019年10月25日、地域航空サービスアライアンス有限責任事業組合として設立、活動期間は4年間の予定である。ただし、3年を経過した時点で取り組み状況を検証し、以降の対応を協議する。
2023年10月25日、「地域航空サービスアライアンス協議会」へと移行し、活動期間は2028年3月31日までを予定している。協業可能な航空会社の新規参加、関連法人・団体のオブザーバーとしての参加も容易となった。
|              | 航空会社                       | 提携関係(組合設立時)                              | 主要運航機材 |
| ------------ | ------------------------------ | ------------------------------------------------- | ------------ |
| 地域航空会社 | 天草エアライン (AMX)           | JALとコードシェア                                 | ATR42-600    |
| 地域航空会社 | オリエンタルエアブリッジ (ORC) | ANAHDが株主、ANAとコードシェア                    | ATR42-600    |
| 地域航空会社 | 日本エアコミューター (JAC)     | JALが株主、コードシェア                           | ATR42-600    |
| 大手航空会社 | 全日本空輸 (ANA)               | ORCと資本・コードシェア提携                       |              |
| 大手航空会社 | 日本航空 (JAL)                 | AMXとコードシェア提携 JACと資本・コードシェア提携 |              |

## 協業事業

### コードシェア（共同運航）
2022年10月30日より実施している。九州および沖縄地域内の全路線が対象となっている。対象エリアであってもアライアンスに参加していないジェイエア（鹿児島 - 奄美大島・徳之島）・日本トランスオーシャン航空・琉球エアコミューターの運航便は対象外である。
- 天草エアライン : 全日本空輸とコードシェア運航[7]
- オリエンタルエアブリッジ : 日本航空とコードシェア運航[8]
- 日本エアコミューター : 全日本空輸とコードシェア運航[9]

### 機材の共同運用
天草エアラインが運用しているATR42-600型機の定期点検期間中、不足する機材を日本エアコミューターが「共通事業機」として貸与している
。オリエンタルエアブリッジも、主要運航機材をATR42-600に更新しており、機材を統一することで乗務員訓練、運用、整備、部品調達の協力が可能となった。
その一方JACのATR42-600型機は全部で9機に対し、グループ航空会社北海道エアシステムの同型機も共通事業機として同型機運用しこちらも整備時などの貸し出しを行っていて、前述他社を含め3社7機の同型機の整備やトラブル時の貸し出しを委託されているためJAC一社の負担が大きく、定期整備中に他機トラブルが重複するとJAC離島生活路線に皺寄せが行くことが多く、EAS LLP対応以降JAC便が何度か欠航する事態に至っている。

### 需要喚起
機内誌やSNSを活用し、就航地の魅力を紹介、各社マイレージ会員を対象とした利用促進キャンペーンの実施、ダイナミックパッケージ（アイランド・ホッピングなど）を販売している。